# Nationaal park Serra Geral
Nationaal park Serra Geral is een nationaal park in Brazilië, gelegen in het grensgebied van de staten Rio Grande do Sul en Santa Catarina. Het park is gesticht in 1992 en heeft een  oppervlakte van 17.301,96 ha. Het grondgebied van het park grenst aan  het Nationaal park Aparados da Serra. Doel is de bescherming van de schoonheid en de biodiversiteit ten bate van wetenschappelijk onderzoek en voor culturele en recreatieve doeleinden. Het beheer is in handen van het Chico Mendes Instituut voor Biodiversiteitsbehoud ICMBio. 

## Karakteristiek gebied
Het  zuidelijke Santa Catarina reliëf wordt gekenmerkt door bergen en diepe valleien terwijl elders het gebied bestaat uit heuvels en ondiepe valleien. Het gebied is miljoenen jaren geleden gevormd door vulkanische activiteit. Nu bestaat het park uit graslanden, bossen van Araucaria en talrijke bronnen met kristalheldere rivieren. Op sommige plaatsen zijn grote canyons, waarvan de bekendste zijn Canyon Churriado, Malacara Canyon en Canyon Fortaleza.
Het klimaat is zeer vochtig met een gemiddelde jaarlijkse temperatuur tussen 18 en  20°C, met maxima van 36°C en minima van -8°C, De  neerslag varieert tussen 1500 en 2000 mm per jaar. 

## Flora en fauna
De vegetatie bestaat uit Araucariawoud, grasvlaktes, Atlantisch  Woud en overgangen hiertussen. Opvallende soorten in de Araucaia-bossen zijn de Paranese pijnboom, mastiekboom en eik. Andere gebieden worden gedomineerd door grassen. Op de steile komen veel korstmossen, kruiden en kleine heesters voor.
Op sommige plaatsen is veengroei. In de natte en rotsachtige omgeving van Gunnera manicata komen plantensoorten met grote bladeren voor (tot 1,5 meter in diameter). Ook kenmerkend voor de regio is het symbool van Rio Grande do Sul: de brinco-de-princesa, een hybride soort die voortkomt uit Fuchsia corymbiflora Ruiz. & Pav., Fuchsia fulgens Moc. & Ses. en Fuchsia magellanica Lam.

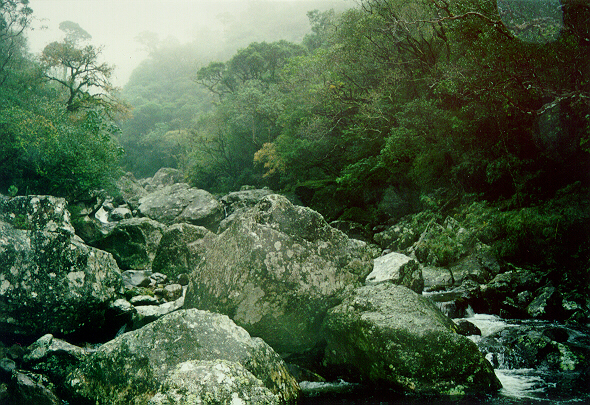
Binnenkant van Canyon Fortaleza

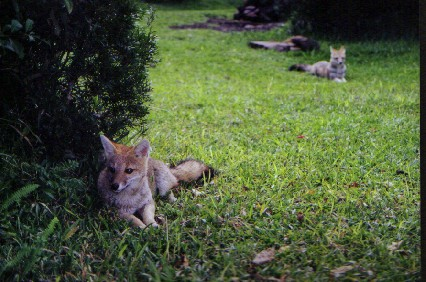
Krabbenetende vos of savannevos (Cerdocyon thous) in Canyon Fortaleza

Zeldzame diersoorten zijn de manenwolf (Chrysocyon brachyurus), de cougar (Felis concolor), het pampahert (Ozotoceros bezoarticus), naast opossums, gordeldieren en brulapen. Onder de vogels vinden we Azuurblauwe gaai (Cyanocorax caeruleus), parkietensoorten, de typische Chileense kievit (Vanellus chilensis), het vogelsymbool van de Gaucho Pampas. Ook zijn er giftige slangensoorten.